# Элберг, Лори
Ло́ри Э́лберг (англ. Lori Elberg), в девичестве — Гроссме́н (англ. Grossman; 9 мая 1975, Уэст-Ориндж, Нью-Джерси, США) — американский киномонтажёр, кинорежиссёр, актриса, сценарист, продюсер и кастинг-директор.

## Биография
Лори Элберг (в девичестве Гроссмен) родилась 9 мая 1975 года в Уэст-Ориндже (штат Нью-Джерси, США). В 1997 году она окончила Университет Темпл, во время учёбы в котором студенческий фильм «Ванна», получивший Награду Дерека Фриза.
Её режиссёрский и писательский дебют, короткометражка «Фантазия», получила премию «The Golden Star Shorts Festival». В 2005 году была номинирована на Латинскую Грэмми.
С 4 июля 2004 года Лори замужем за музыкантом Биллом Элбергом.